# Християн Мицкоски
Християн Иван Мицкоски (на македонска литературна норма: Христијан Мицкоски) е северномакедонски политик, председател на най-голямата дясна партия ВМРО-ДПМНЕ. От 24 юни 2024 г. е министър-председател на Северна Македония.

## Биография
Християн Мицкоски е роден през 1977 година в Скопие. Завършва Машинния факултет на Скопския университет през 2001 г., след което става преподавател в него. Младши асистент (2002 – 2004), асистент (2004 – 2009), доцент (2009 – 2014) и извънреден професор (от 2014 г.). Доктор на техническите науки.
Мицкоски е привърженик на ВМРО-ДПМНЕ. Става съветник на министър-председателя Никола Груевски (2015) и впоследствие на Емил Димитриев. Той е назначен за генерален директор на държавната електрическа компания ЕЛЕМ (2016 – 2017). След оттеглянето на правителството на Димитриев, на 30 юли 2017 г. той е избран за генерален секретар на ВМРО-ДПМНЕ, а на 23 декември 2017 г. е избран за неин председател.
През юни 2024 г. е избран за министър-председател на Северна Македония. Встъпва в длъжност на 24 юни 2024 г. като наследява Талат Джафери на този пост.
Според някои анализатори, Мицкоски е отявлен българофоб и неприкрит сърбоман.
По време на предизборната кампания партията му обвинява политическия му опонент Зоран Заев, че  фамилията му имала фирми в България – считано за компромат в македонската политика. През 2025 година е разкрито, че сестрата на жената на Мицкоски Роза – Стевица е с българко гражданство (деклариран български произход и самосъзнание), както и мъжът ѝ, и развиват бизнес в България.